# Maria Bárbara Maix
Barbara Maix, I.C.M., řeholním jménem Maria Barbara od Nejsvětější Trojice (27. června 1818, Vídeň – 17. března 1873, Catumbi) byla rakouská římskokatolická řeholnice, působící v Brazílii, zakladatelka a členka kongregace Sester Neposkvrněného Srdce Panny Marie. Katolická církev ji uctivá jako blahoslavenou.

## Život

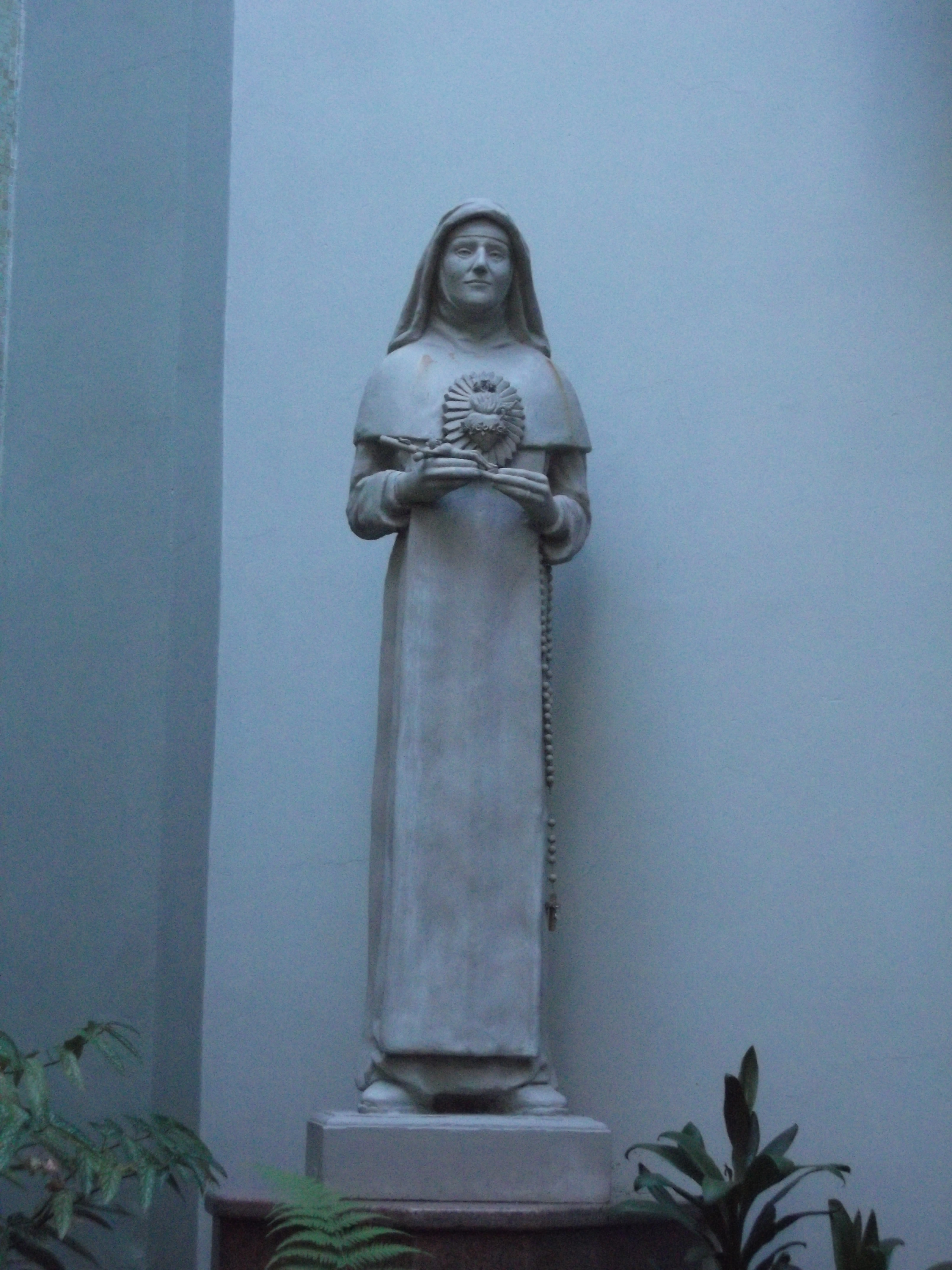
Její socha v kapli São Rafael v Porto Alegre

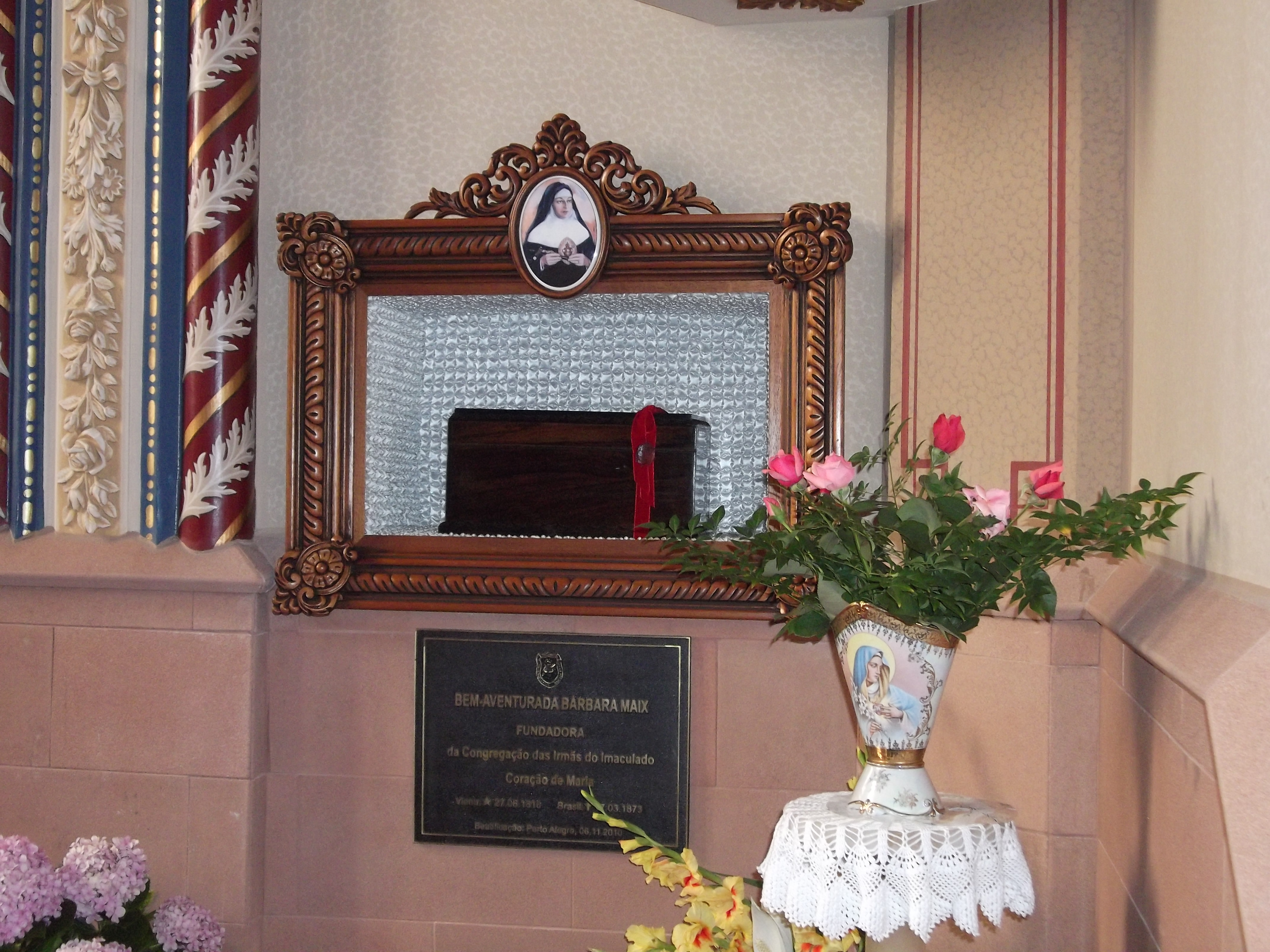
Její ostatky v kapli São Rafael v Porto Alegre

Narodila se dne 27. června 1818 ve Vídni rodičům Josephu Maixovi a Rosalii Mauritz. Několik jejích sourozenců zemřelo v dětském věku. Její otec sloužil jako komorník u arcivévody Františka Karla Habsbursko-Lotrinského na zámku Schönbrunn ve Vídni. V dětství trpěla astmatem a řadou srdečních onemocnění. Během dospívání pracovala jako pomocnice v kuchyni a jako pokojská na zámku Schönbrunn. Během dospívání přišla o oba rodiče.
Ve svých osmnácti letech ona a její sestra Maria otevřely domov pro potřebné, např. chudé obyvatele Vídně. V té době se rozhodla založit novou ženskou řeholní kongregaci, jejíž členky by se taktéž staraly o potřebné a začala pro ni sepisovat stanovy.
Kongregaci Sester Neposkvrněného Srdce Panny Marie založila ve Vídni roku 1843 se souhlasem místního arcibiskupa Vincence Eduarda Mildeho a do kongregace také sama vstoupila. Měla zájem také o papežské uznání kongregace a proto odcestovala na audienci k papeži Řehoři XVI., avšak dne 1. června 1846 papež den před plánovanou audiencí zemřel, načež odcestovala zpět do Vídně.

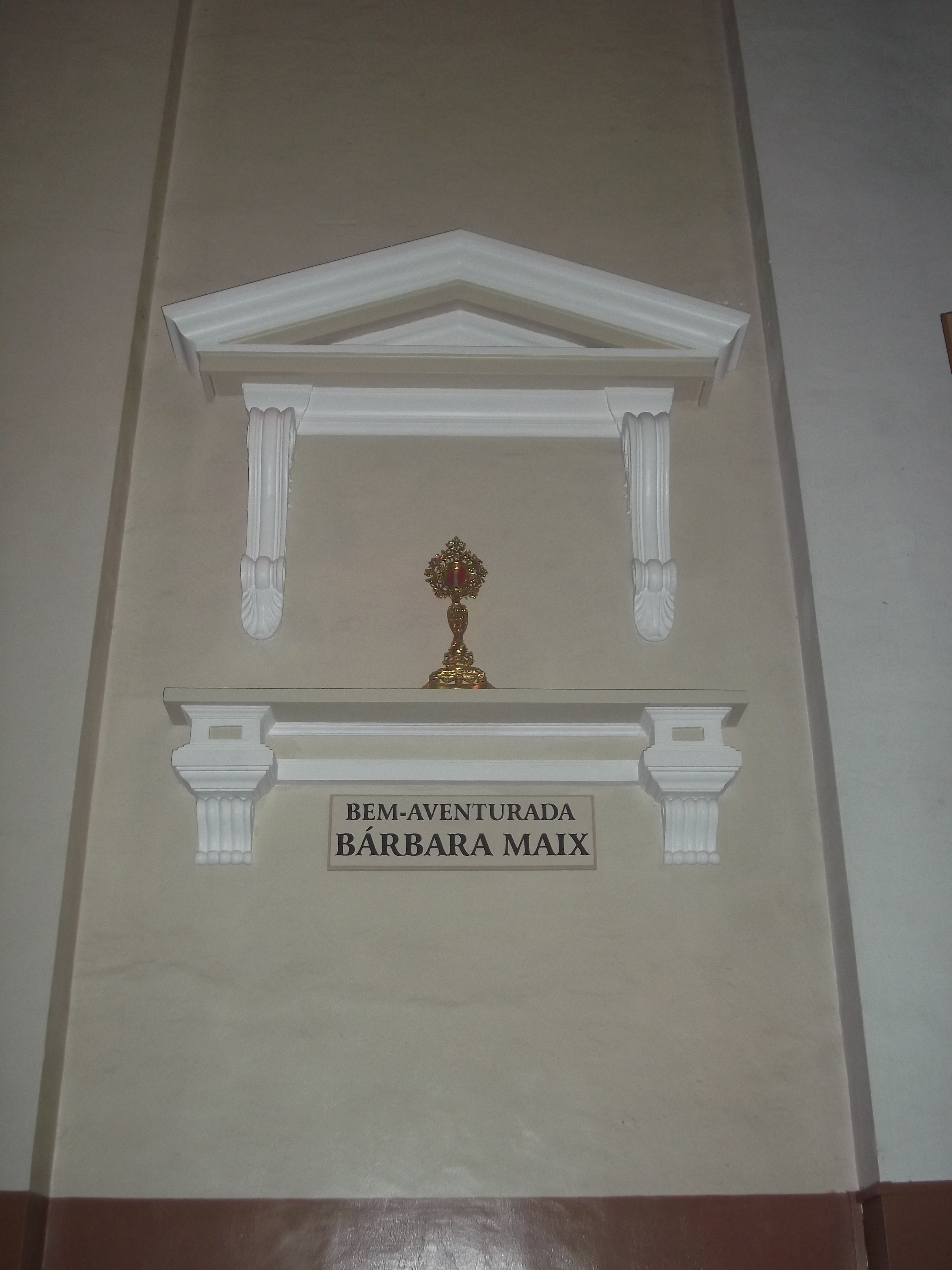
Relikviář s její relikvií v katedrále Matky Boží v Porto Alegre

Během revolucí roku 1848 se její kongregace dostala do velkých potíží, díky čemuž opustila spolu s dalšími 21 členkami kongregace Rakouské císařství a rozhodla se odcestovat do Severní Ameriky. Když se skupinou čekala v Hamburku na loď své plány náhle přehodnotila a rozhodla se odplout do Brazílie. Spolu se svými společnicemi dorazila do Rio de Janeira dne 9. listopadu 1848. Komunita se poté usadila v Porto Alegre, kde spolu se svými společnicemi založila dne 8. května 1849 mateřský dům kongregace.
Potkala se zde s biskupem z Rio de Janeira Manoelem de Monte Rodrigues de Araújo. Dne 8. května 1849 složila spolu s dalšími členkami své kongregace řeholní sliby a přijala řeholní jméno Maria Barbara od Nejsvětější Trojice. Spolu s dalšími členkami kongregace se poté věnovala jejímu poslání, a to péči o potřebné. Dne 31. prosince 1870 odešla z Porto Alegre do Rio de Janeira, aby zde pomáhala ve škole pro sirotky.
Dne 7. března 1873 vážně onemocněla a 17. března téhož roku v Catumbi poblíž Rio de Janeira zemřela. Její ostatky byly přeneseny roku 1957 a jsou uchovávány v kapli São Raphael v Porto Alegre.

## Úcta
Její beatifikační proces započal dne 2. února 1993, čímž obdržela titul služebnice Boží. Dne 3. července 2008 ji papež Benedikt XVI. podepsáním dekretu o jejích hrdinských ctnostech prohlásil za ctihodnou. Dne 27. března 2010 byl uznán zázrak na její přímluvu, potřebný pro její blahořečení.
Blahořečena pak byla dne 6. listopadu 2010 v Porto Alegre. Obřadu předsedal jménem papeže Benedikta XVI. arcibiskup Lorenzo Baldisseri.
Její památka je připomínána 17. března. Bývá zobrazována v řeholním oděvu.